# Claude Longeon
Claude Longeon (* 2. Mai 1941; † 8. Juni 1989) war ein französischer Romanist, Hochschullehrer und Universitätspräsident.

## Leben und Werk
Longeon habilitierte sich 1974 bei V. L. Saulnier mit der Thèse La vie intellectuelle en Forez au XVIe siècle (env. 1550 à 1620), erschienen u. d. T. Une province française à la Renaissance. La vie intellectuelle en Forez au XVIe siècle (Saint-Étienne 1975) und wurde Professor an der Universität Saint-Étienne, ferner von 1982 bis zu seinem Tod Präsident dieser Universität.

Longeon war ab 1987 Präsident der Société Française des Seizièmistes.

In Saint-Étienne wurde ein Forschungsinstitut nach ihm benannt.

## Weitere Werke

### Zu Étienne Dolet
- (Hrsg.) Documents d'archives sur Étienne Dolet, hrsg. von Claude Longeon, Saint-Etienne 1977
- (Hrsg.) Étienne Dolet, Le Second Enfer,  Genf 1978
- (Hrsg.) Étienne Dolet, Préfaces françaises,  Genf 1979
- Bibliographie des oeuvres d'Étienne Dolet, écrivain, éditeur, imprimeur, Genf 1980
- (Hrsg.) Étienne Dolet, Correspondance. Répertoire analytique et chronologique suivi du texte de ses lettres latines, Genf 1982

### Weitere Themen
- Les Ecrivains foréziens du XVIe siècle. Répertoire biobibliographique,  Saint-Étienne 1970
- Catalogue des incunables et des ouvrages imprimés au XVIe siècle conservés à la Bibliothèque municipale de Saint-Étienne, Saint-Étienne  1973
- (Hrsg.) Documents sur la vie intellectuelle en Forez au XVIe siècle, Saint-Étienne 1973
- (Hrsg.) Conrad Gesner, Vingt lettres à Jean Bauhin fils 1563-1565, Saint-Étienne 1976
- (Hrsg.) Loys Papon, Pastorelle sur la victoire obtenue contre les Alemands, reytres, lansquenets, Souysses et Françoys rebelles à Dieu et au roy tres chrestien, l'an 1587, Saint-Étienne 1976
- (Hrsg.) Le Genre pastoral en Europe du XVe au XVIIe siècle. Actes du Colloque international tenu à Saint-Étienne du 28 septembre au 1er octobre 1978, Saint-Étienne 1980
- (Hrsg.) Premiers combats pour la langue française, Paris 1989
- (Hrsg.) La Farce des théologastres, Genf 1989

(Ein Buch über Louis de Berquin blieb unvollendet und wurde im Internet als Dossier publiziert, siehe unten.)